# Svartsengi
Svartsengi (nebo také Eldvörp–Svartsengi) je puklinový vulkanický systém na poloostrově Reykjanes v jihozápadní části Islandu. Rozkládá se mezi hlavním městem Reykjavíkem, mezinárodním letištěm Keflavík a rybářským městem Grindavíkem. Systém je tvořen geologickými zlomy, puklinami, sopečnými kuželi, krátery a utuhnutými lávovými proudy. Nejvyšším bodem je hora Þorbjörn s výškou 243 m.
Mezi sousední puklinové vulkanické systémy patří Reykjanes na západě a Fagradalsfjall na východě. Právě Fagradallsfjall byl první, který svou erupcí v roce 2021 přerušil 781 let dlouhé období klidu, které na celém poloostrově přetrvávalo od roku 1240. Následně na něm došlo k dalším dvěma erupcím, přičemž poslední skončila na začátku srpna 2023.
Od té doby na Fagradallsfjallu vulkanická aktivita ustala a sopečné erupce se přesunuly ke Svartsengi. První erupce nastala 18. prosince 2023 a do srpna 2025 proběhlo devět dalších. Všechny se odehrály v místě Sundhnúksgígarv, řadě starých sopečných kuželů, zhruba 5 km severovýchodně od Grindavíku, které byly naposledy aktivní v roce 1240. Celkem tedy na poloostrově Reykjanes došlo v letech 2021–2025 k dvanácti výlevným erupcím (tři u Fagradalsjall a devět u Svartsengi).

## Tektonika
Island leží na divergentním rozhraní euroasijské a severoamerické desky. Obě tektonické desky se od sebe postupně vzdalují a umožňují magmatu z velkých hloubek stoupat vzhůru a vytvářet novou zemskou kůru. V podstatě se jedná část Středoatlantského hřbetu vystupujícího nad hladinu oceánu. Zároveň se pod ním nachází tzv. horká skvrna – výron teplejší taveniny ze spodního zemského pláště. V důsledku toho je Island jedním z vulkanicky nejaktivnějším míst na světě. Celý ostrov je starý zhruba 16 milionů let.

## Vulkanismus
S periodou zhruba tisíc let se zde střídají období klidu s obdobím vícečetných sopečných erupcí. Ty mají výlevný charakter, zahrnující lávové fontány a proudy. Poslední sopečná činnost na Svartsengi probíhala mezi roky 1210–1240 a poté utichla.

### Erupce v letech 2023–2024
| Pořadí | Začátek erupce | Konec erupce | Doba trvání | Objem        | Nejvyšší průtok | Plocha   |
| ------ | -------------- | ------------ | ----------- | ------------ | --------------- | -------- |
| 2023   |                |              |             |              |                 |          |
| 1.     | 18. prosinec   | 21. prosinec | 3 dny       | 12 mil. m³   | 100–200 m³/s    | 3,4 km²  |
| 2024   |                |              |             |              |                 |          |
| 2.     | 14. leden      | 16. leden    | 2 dny       | 2 mil. m³    | 100–200 m³/s    | 0,7 km²  |
| 3.     | 8. únor        | 10. únor     | 2 dny       | 13 mil. m³   | 400–600 m³/s    | 4 km²    |
| 4.     | 16. březen     | 9. květen    | 54 dní      | 35 mil. m³   | 1100–1200 m³/s  | 6,2 km²  |
| 5.     | 29. květen     | 22. červen   | 24 dní      | 45 mil. m³   | 1500–2000 m³/s  | 9,3 km²  |
| 6.     | 22. srpen      | 6. září      | 15 dní      | 61 mil. m³   | 1500–2000 m³/s  | 15,8 km² |
| 7.     | 20. listopad   | 8. prosinec  | 18 dní      | 49,3 mil. m³ | 1300 m³/s       | 9,0 km²  |
| 2025   |                |              |             |              |                 |          |
| 8.     | 1. duben       | 1. duben     | 1 den       | 0,4 mil. m³  | -               | 0,23 km² |
| 9.     | 16. červenec   | 5. srpen     | 20 dní      | -            | 500-700 m³/s    | -        |

- 1. erupce (18. prosinec – 21. prosinec 2023): dne 18. prosince 2023 ve 22:13 (místního času) se na Svartsengi, po téměř 800 letech jeho klidu, obnovil vulkanismus výlevnou erupcí.[5][6] V rámci celého poloostrova Reykjanes šlo o čtvrtou erupci (po předešlých erupcí vedlejšího Fagradalsfjall).[7] Její předvěstí byl silný zemětřesný roj a lokální výzdvih zemského povrchu, které se začaly objevovat od konce října stejného roku. Erupce začala otevřením 3,5 km dlouhé trhliny na místě Sundhnúkar, řady starých sopečných kuželů, ležících zhruba 5 kilometrů severovýchodně od města Grindavík. Lávovými fontánami dosahující výšky 60–80 metrů z ní na zemský povrch vytékalo 100–200 m³ roztavené horniny za sekundu a začaly vznikat rozsáhlé lávové proudy.[8][6][9] Počáteční fáze byla mohutnější, než byly ty na vedlejším systému Fagradalsfjall v letech 2021–2023.[10] Tam nejdelší erupční trhlina měřila na délku 900 metrů a průměrně vytékalo 3–16 m³ lávy za sekundu (krátkodobě na počátku erupce až 32 m³/s).[11]

V průběhu 19. prosince se erupční trhlina výrazně zredukovala. Aktivní zůstala jen centrální část o délce 300–500 metrů a výtok lávy klesl na 20 m³/s. 21. prosince Islandský meteorologický úřad uvedl, že po přeletu nad trhlinou nebyly viditelné žádné známky toho, že by se láva vylévala na zemský povrch. Dále upřesnil, že prohlásit erupci jako takovou za ukončenou. Celkem bylo vyvrženo 12 milionů m³ roztavené horniny, co pokryla 3,4 km².

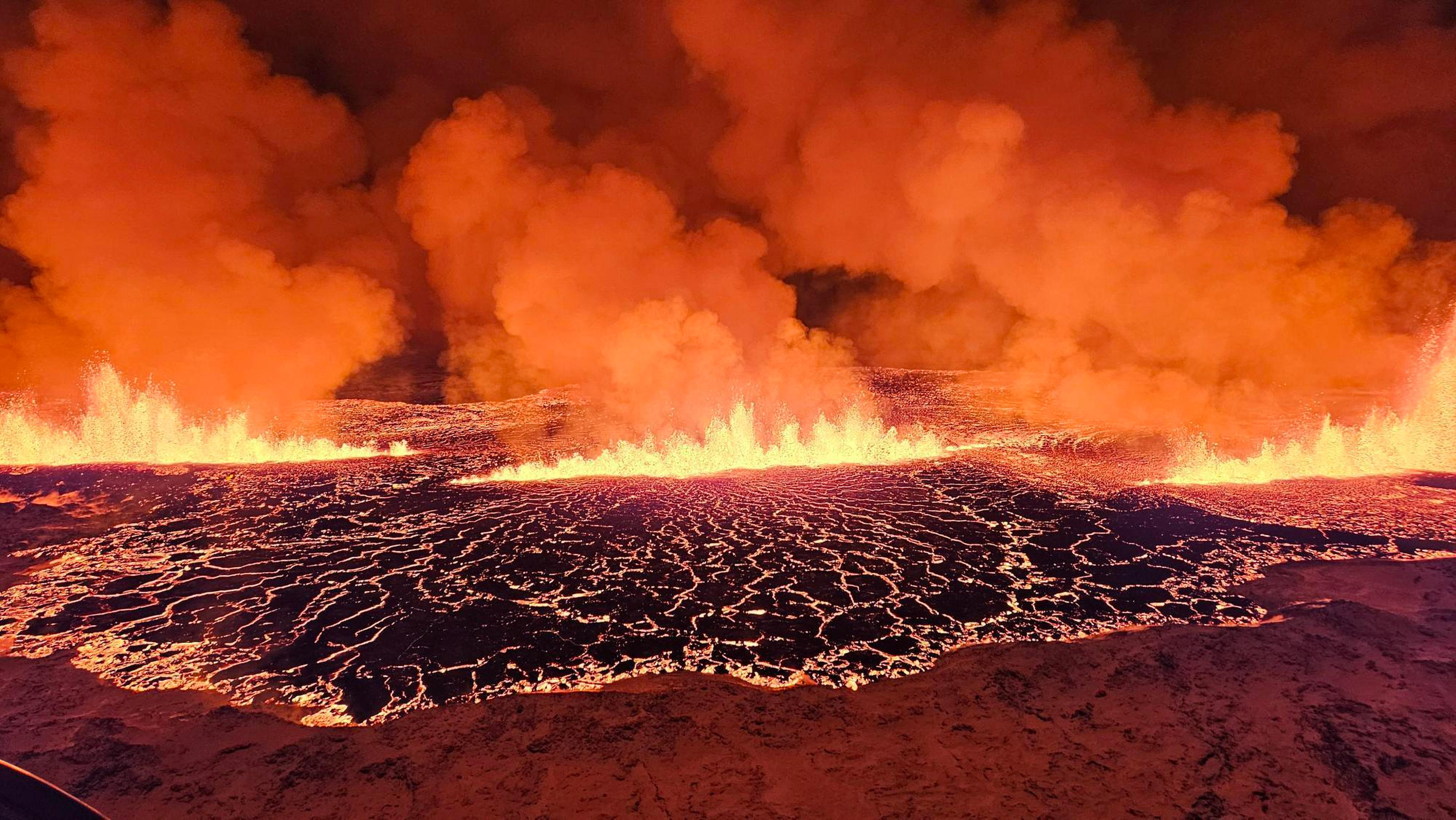
Začátek erupce (18. prosinec)
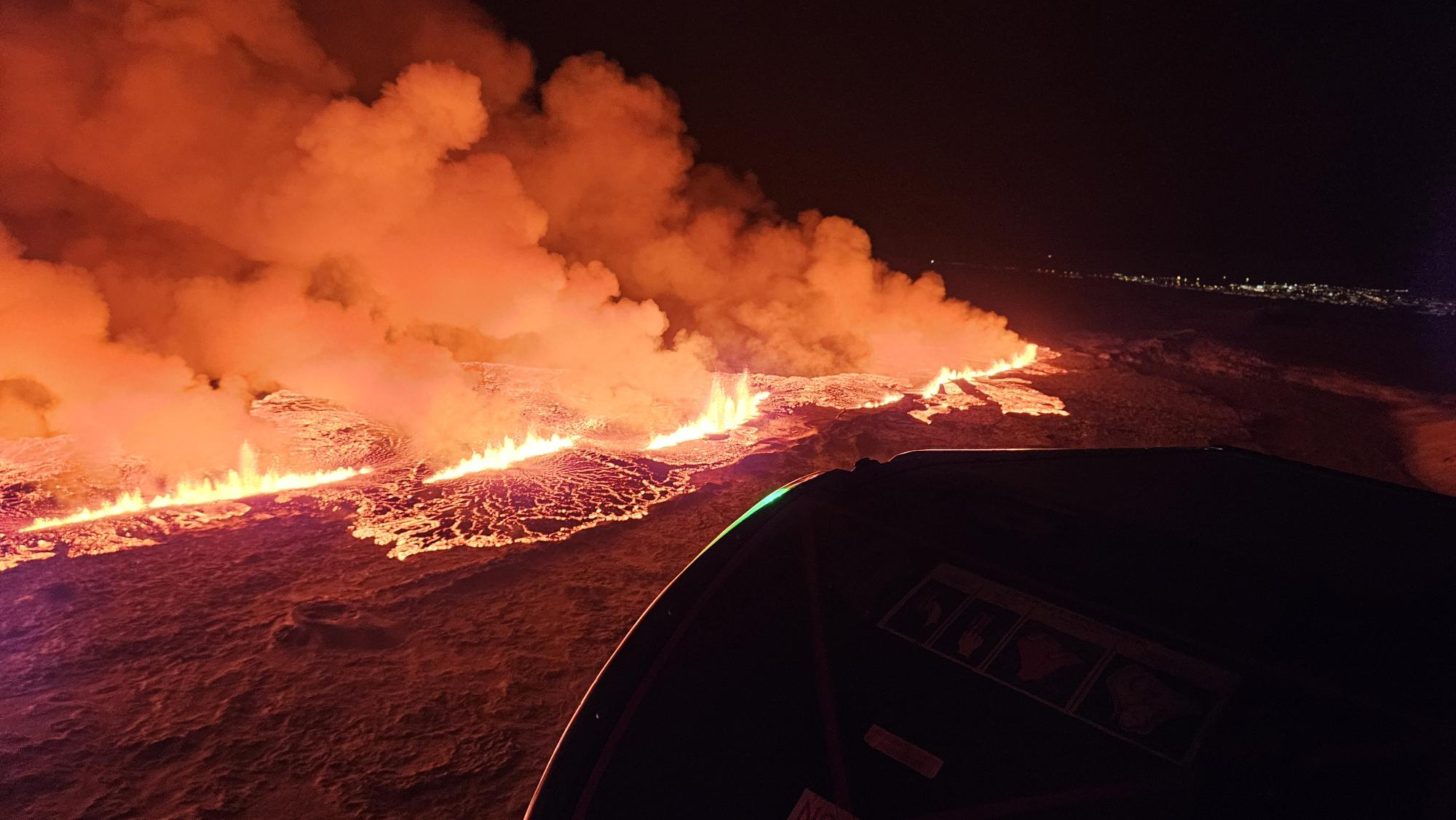
Město Grindavík v pozadí, 4 km od erupce.
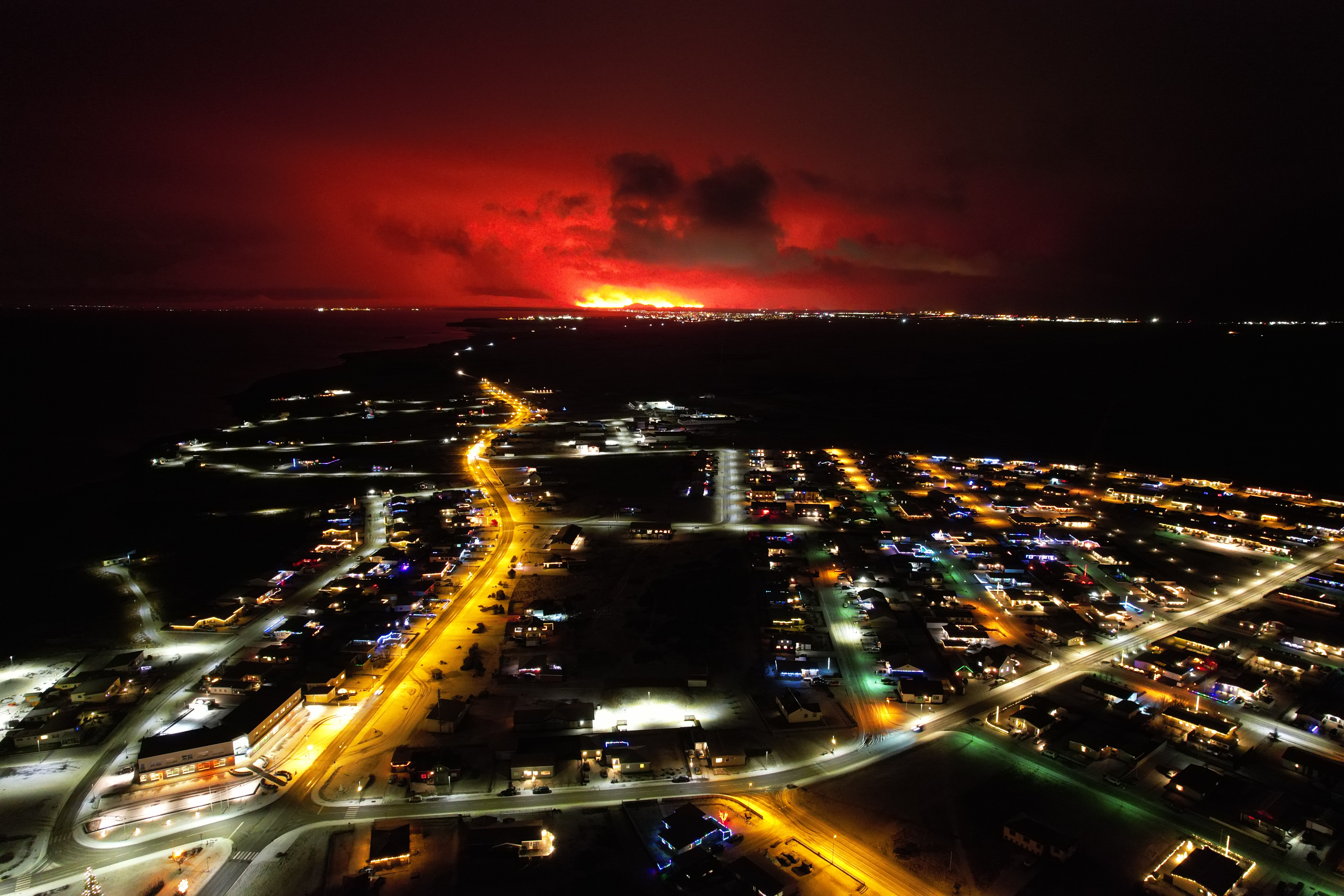
Pohled z 25 km vzdáleného mestečka Garður.

- 2. erupce (14. leden – 16. leden 2024): 14. ledna 2024 v 7:57 (místního času) se sopečná činnost po 24 dnech opět obnovila.[6][16] Erupční trhlina se otevřela jižněji, tedy blíže k městu Grindavík.[17] Její délka činila 900 m a na samotném počátku se dostávalo na zemský povrch 100–200 m³/s roztavené horniny.[18] Kolem poledne se za jedním ze zemních valů, které Island vybudoval pro ochranu kolem městečka, otevřela další, zhruba 100 metrů dlouhá trhlina. Proud lávy stačil zničit tři rodinné domy v severovýchodní části Grindavíku.[19][20] Aktivita této menší trhliny brzy ustala a lávový proud se tak zastavil. Mezitím hlavní proud zalil jednu z hlavních cest, vedoucích do města. 15. ledna se vulkanická aktivita značně snížila, načež byla druhý den prohlášena za ukončenou.[21][6] Celkem bylo vyvrženo 2 miliony m³ lávy, jež zalila 0,7 km².[15][15] Ačkoliv se jedná o nejslabší erupci celé série, tak zůstává jedinou, která skutečně dosáhla hranic Grindavíku.[22]

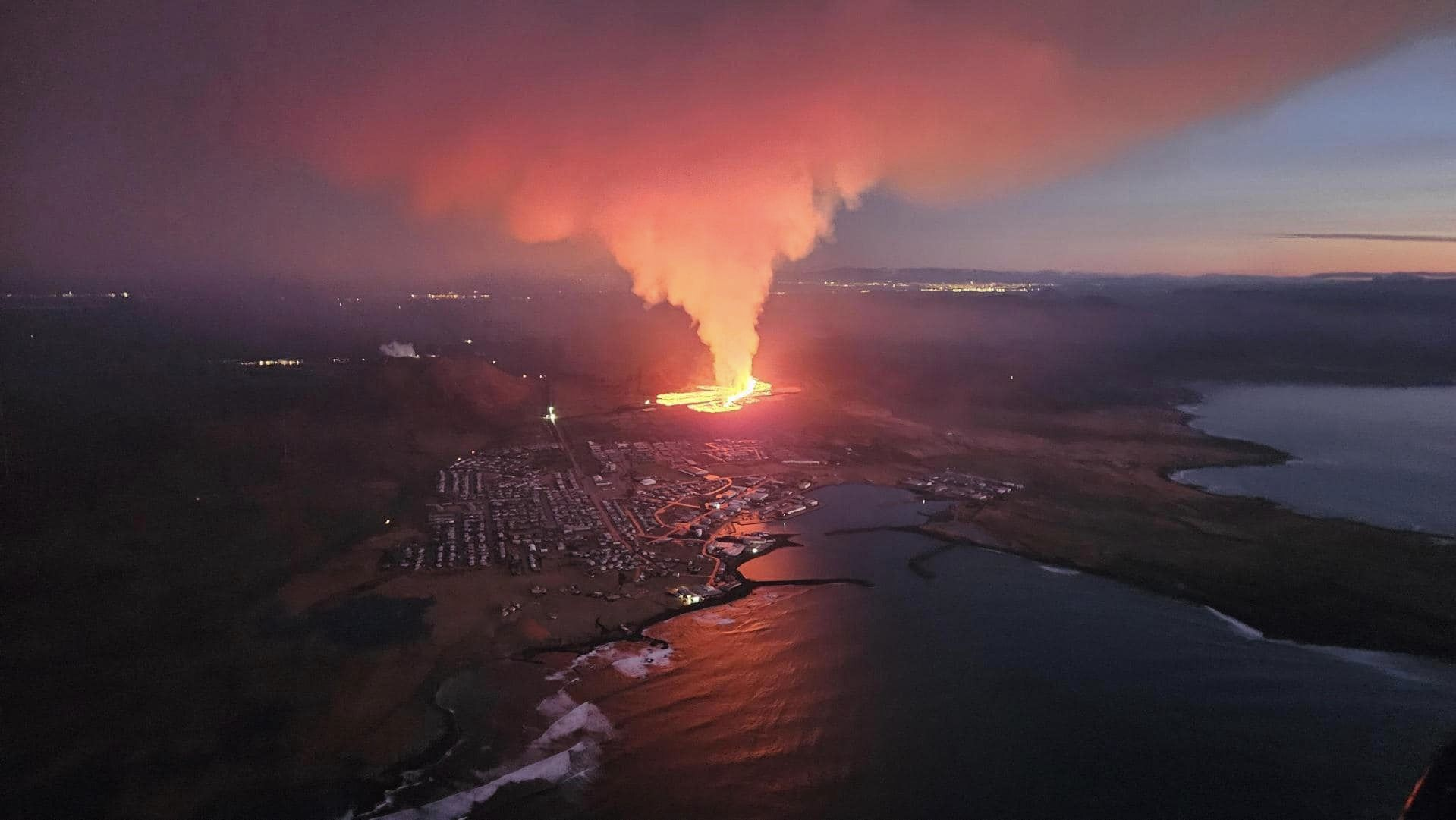
Začátek erupce, včetně rybářského městečka Grindavík (14. leden)
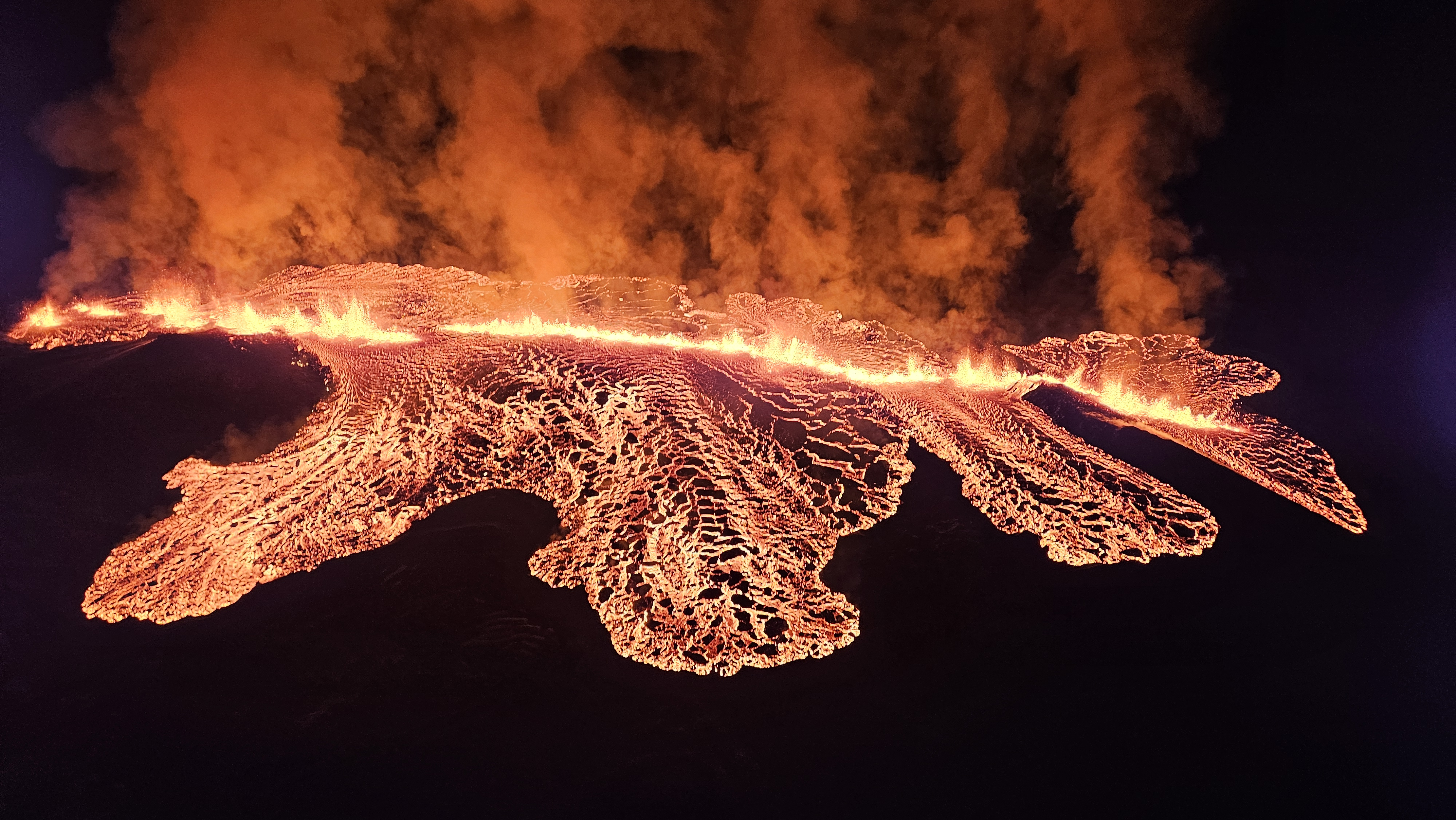
Šíření lávových proudů z erupční trhliny (14. leden)

- 3. erupce (8. únor – 10. únor 2024): 8. února v 6:03 místního času se po intenzivní seismické činnosti otevřela 3km trhlina.[23] Erupce vytvořila lávové fontány o výšce 50–80 m a sopečný oblak vysoký 3 km. Většina lávy proudila na západ a rozšířila se až 4,5 km od trhliny. Prvních sedm hodin produkovala erupce 400–600 m³/s taveniny.[24] Lávový proud zničil horkovodní potrubí z geotermální elektrárny Svartsengi.[25] Přilehlé lázně Blue Lagoon byly evakuovány den před erupcí kvůli zemětřesnému roji.[26] Prvního dne se sopečná aktivita zeslabila, až se druhého dne úplně zastavila. 10. února byla formálně označena za ukončenou.[27] Jednalo o nejkratší erupci celé série. Vyprodukovala 13 milionů m³, která pokryla oblast o rozloze 4 km².[15]

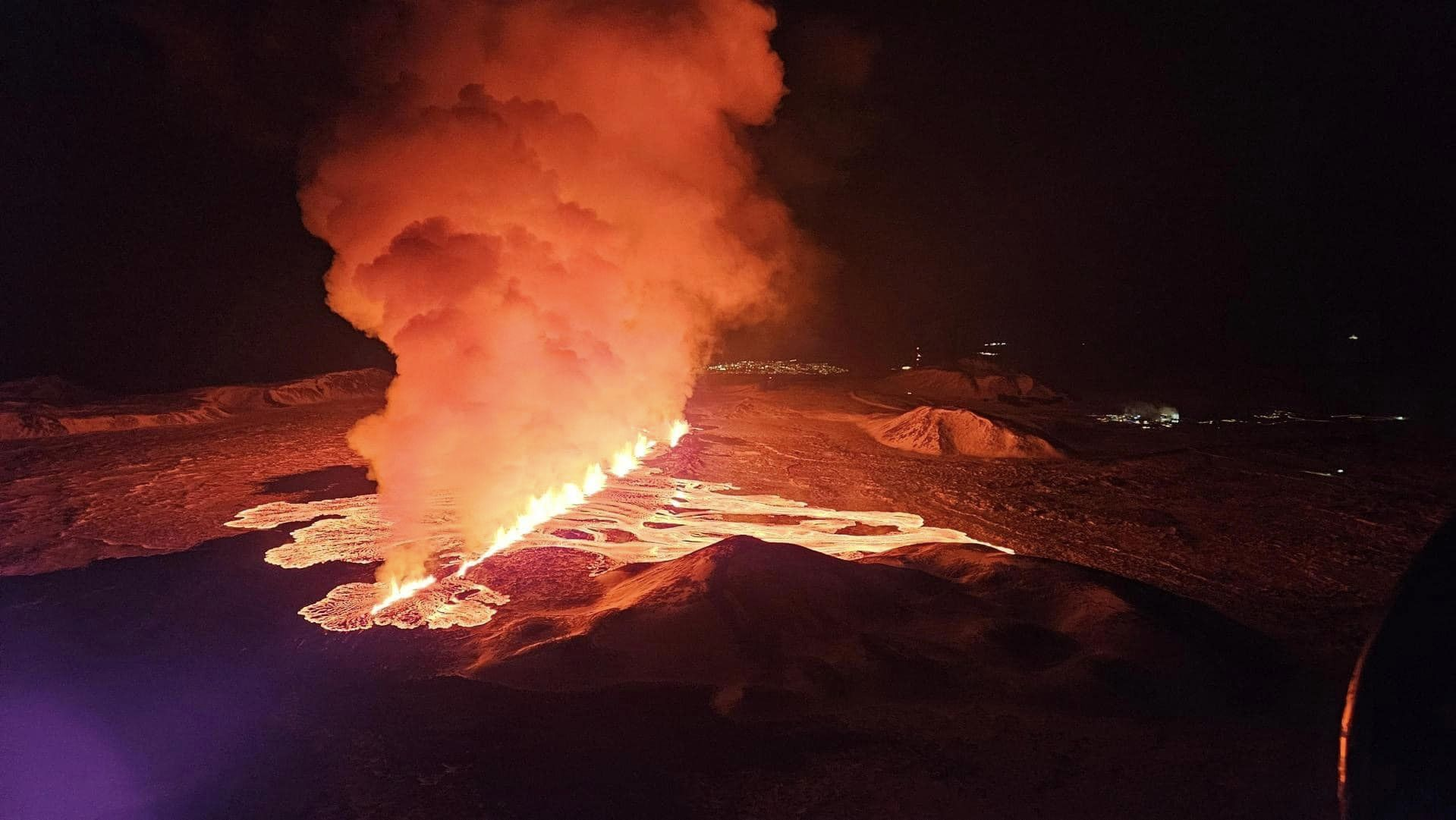
Začátek erupce (8. únor)
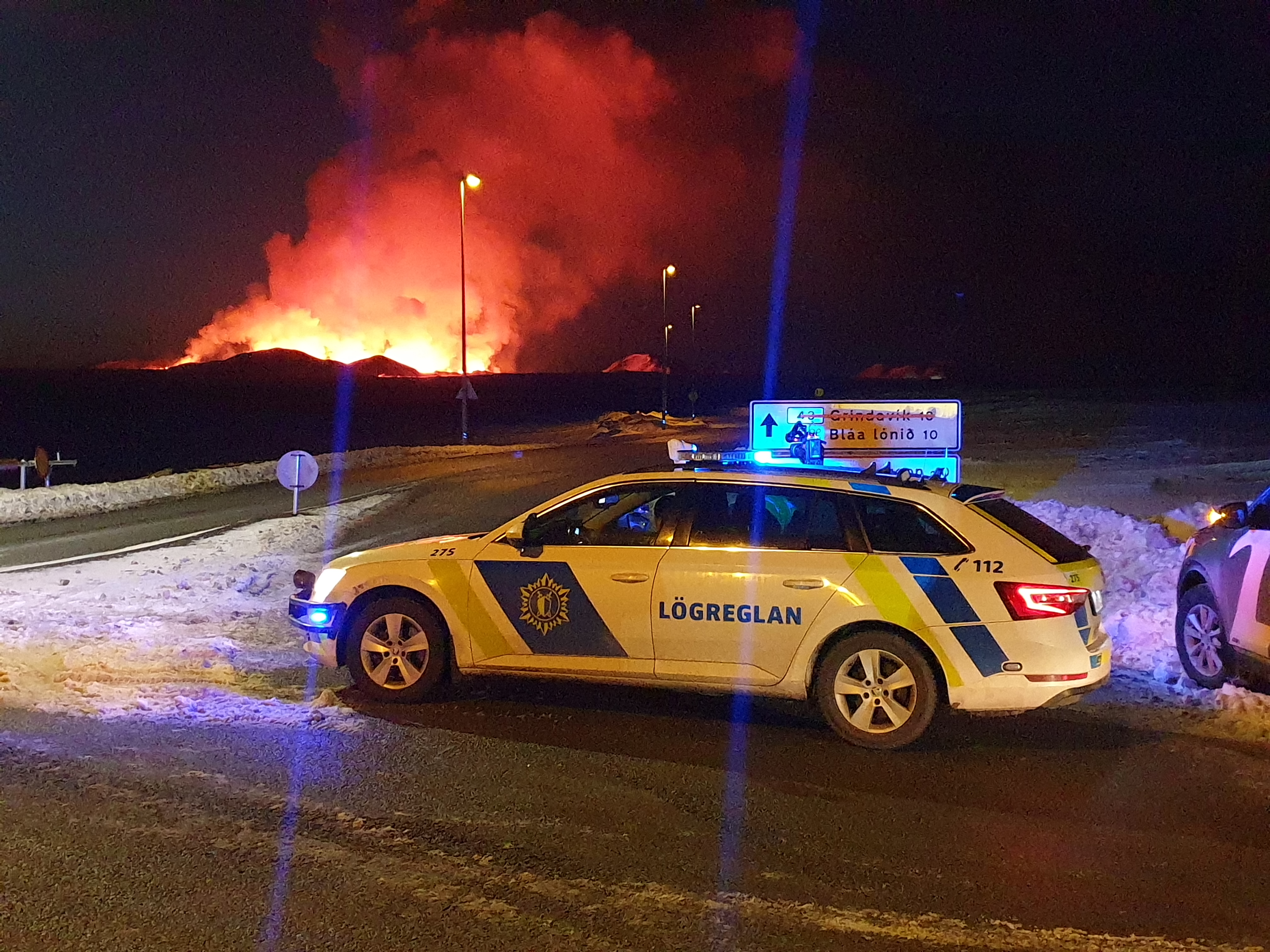
Policií uzavřený přístup do Grindavíku (8. únor)
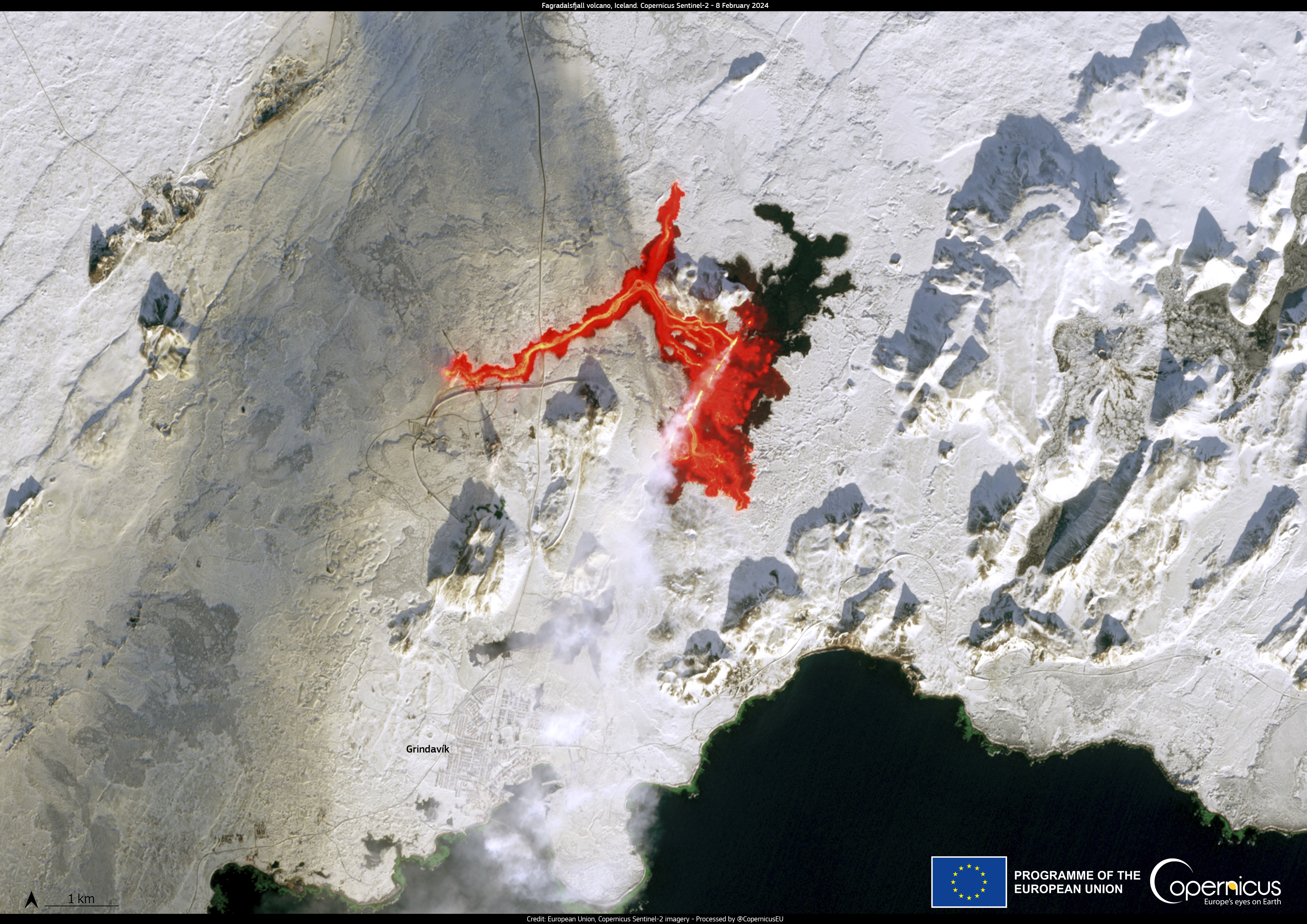
Satelitní snímek (9. únor)
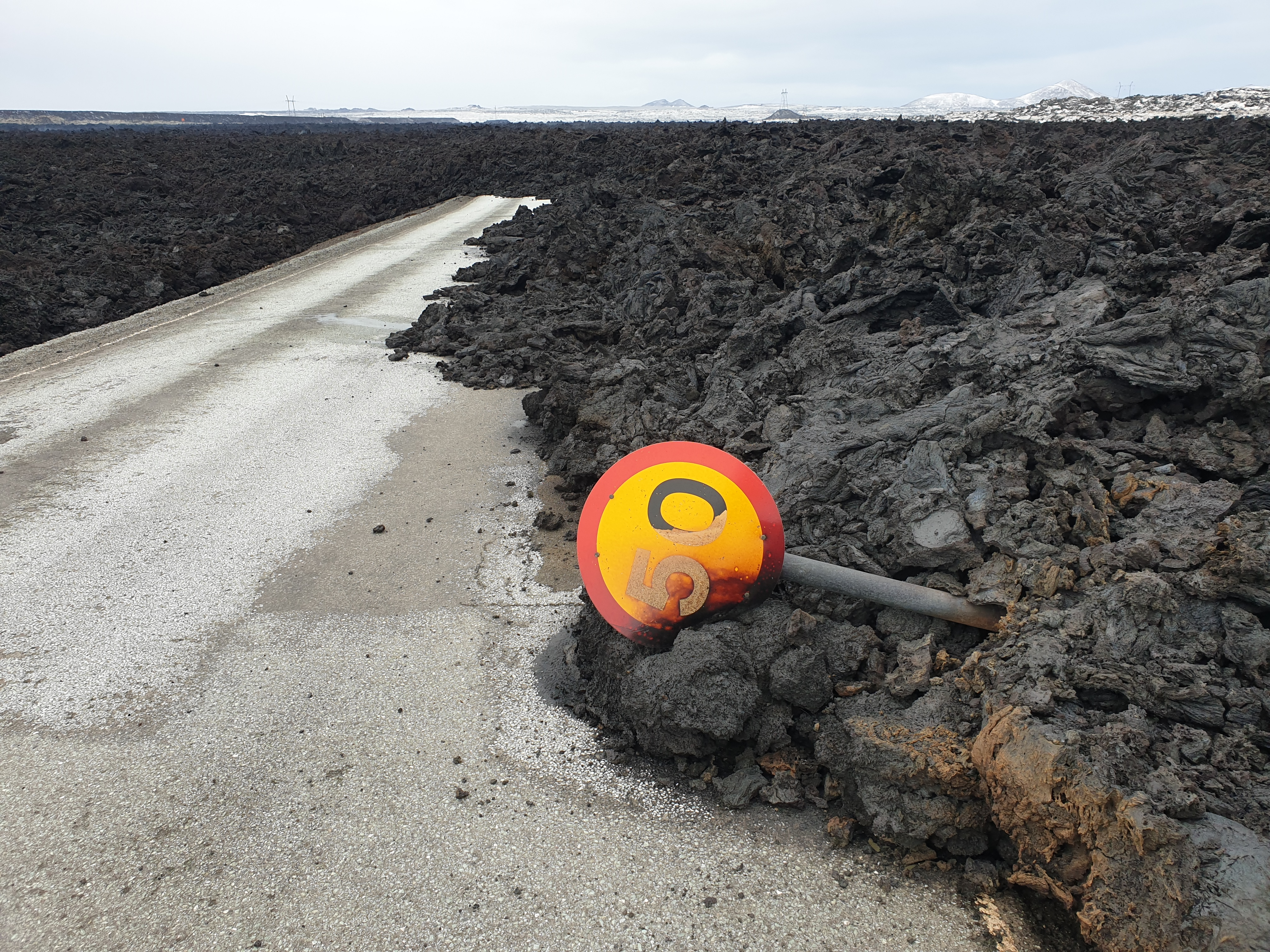
Poškozená vozovka (28. únor)

- 4. erupce (16. březen – 9. květen 2024): 16. března v 20:23 místního času začala čtvrtá erupce.[28] V prvních hodinách vznikly v 4 kilometry dlouhé erupční trhlině spektakulární lávové fontány, které dosahovaly výšky několika desítek metrů. Lázně Blue Lagoon i Grindavík byly opět evakuovány. První lávový proud mířil západní směrem k lázním i přilehlé geotermální elektrárně Svartsengi, přičemž dosáhl silnice č. 43 (vedoucí do rybářského městečka). To vyvolalo obavy, že by mohlo dojít k poškození optických kabelů a přerušit tak internetové spojení a telekomunikaci. Druhý proud se pohyboval na jih a dosáhl východních ochranných zemní valů u Grindavíku. Islandský meteorologický úřad (IMO) uvedl, že erupce byla výrazně větší než předchozí. Počáteční fáze emitovala 1100–1200 m³ roztavené horniny za sekundu.[29] Po šesti až osmi hodinách tato hodnota klesla na 100 m³/s. Průtok se nadále snižoval. 20. března činil 15 m³/s, 27. března 8 m³/s a 8. dubna už jen 3,6 m³/s. Dne 9. dubna zůstal aktivní pouze jeden spečený kužel. V průběhu tohoto období docházelo k soustavnému vzestupu zemského povrchu, v důsledku plnění podzemního magmatického rezervoáru z větších hloubek. Po téměř 24 hodinách bez jakékoli vulkanické aktivity kuželu byla čtvrtá erupce 9. května oficiálně prohlášena za ukončenou.[30] Jednalo se o nejdéle trvající erupci Svartsengi. Skončila 54 dní po svém začátku. Láva pokryla plochu o rozloze 6,2 km² a bylo vyvrženo 35 milionů m³.[15] Ačkoliv byl přístup do oblasti znovu zakázán, bylo zadrženo několik turistů, kteří ho porušili.[31]

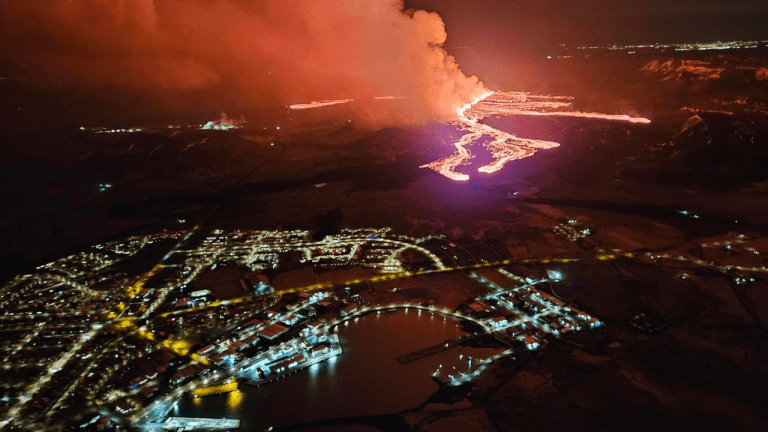
Začátek erupce (16. březen)
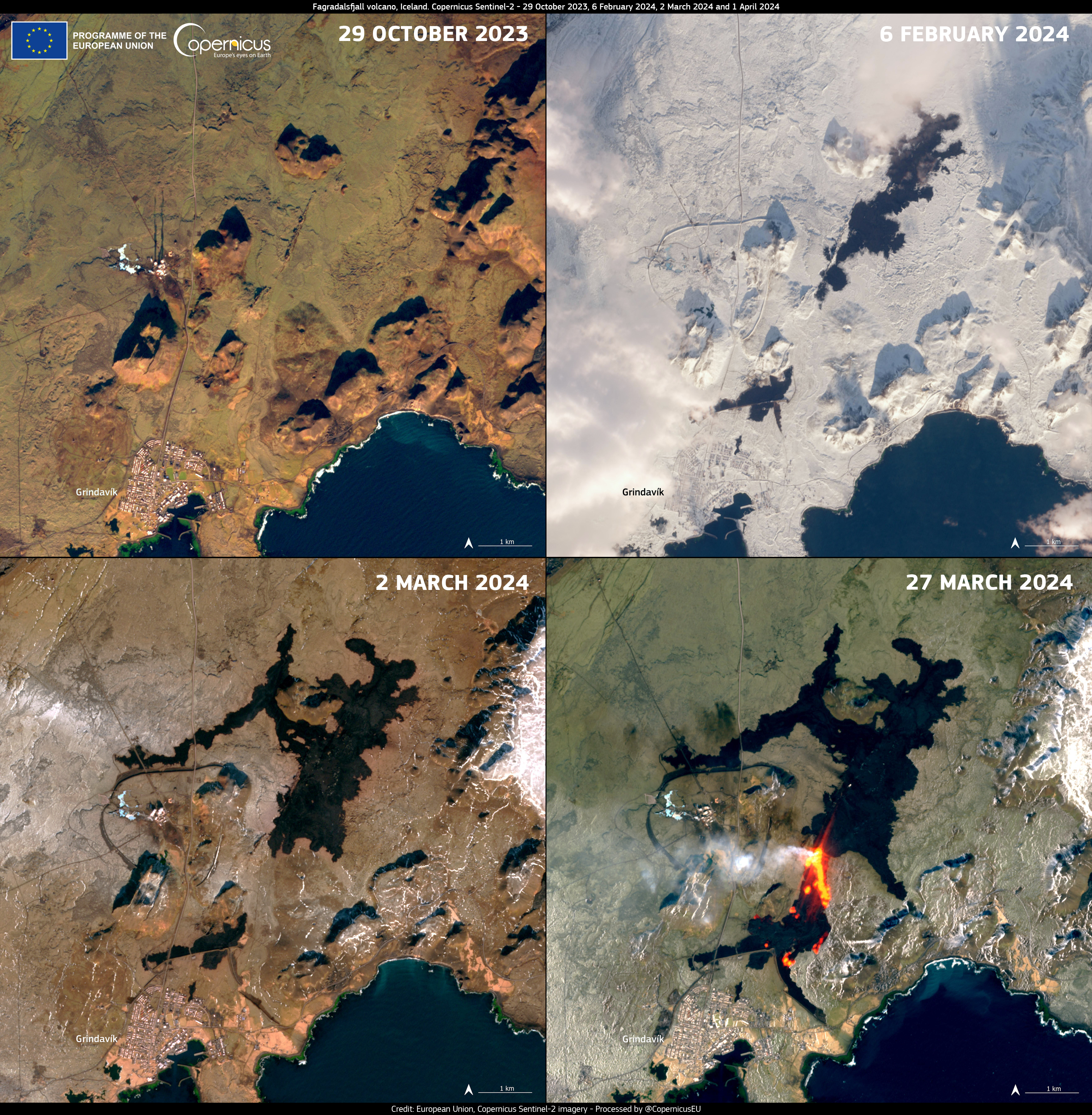
Vývoj velikosti lávového pole.
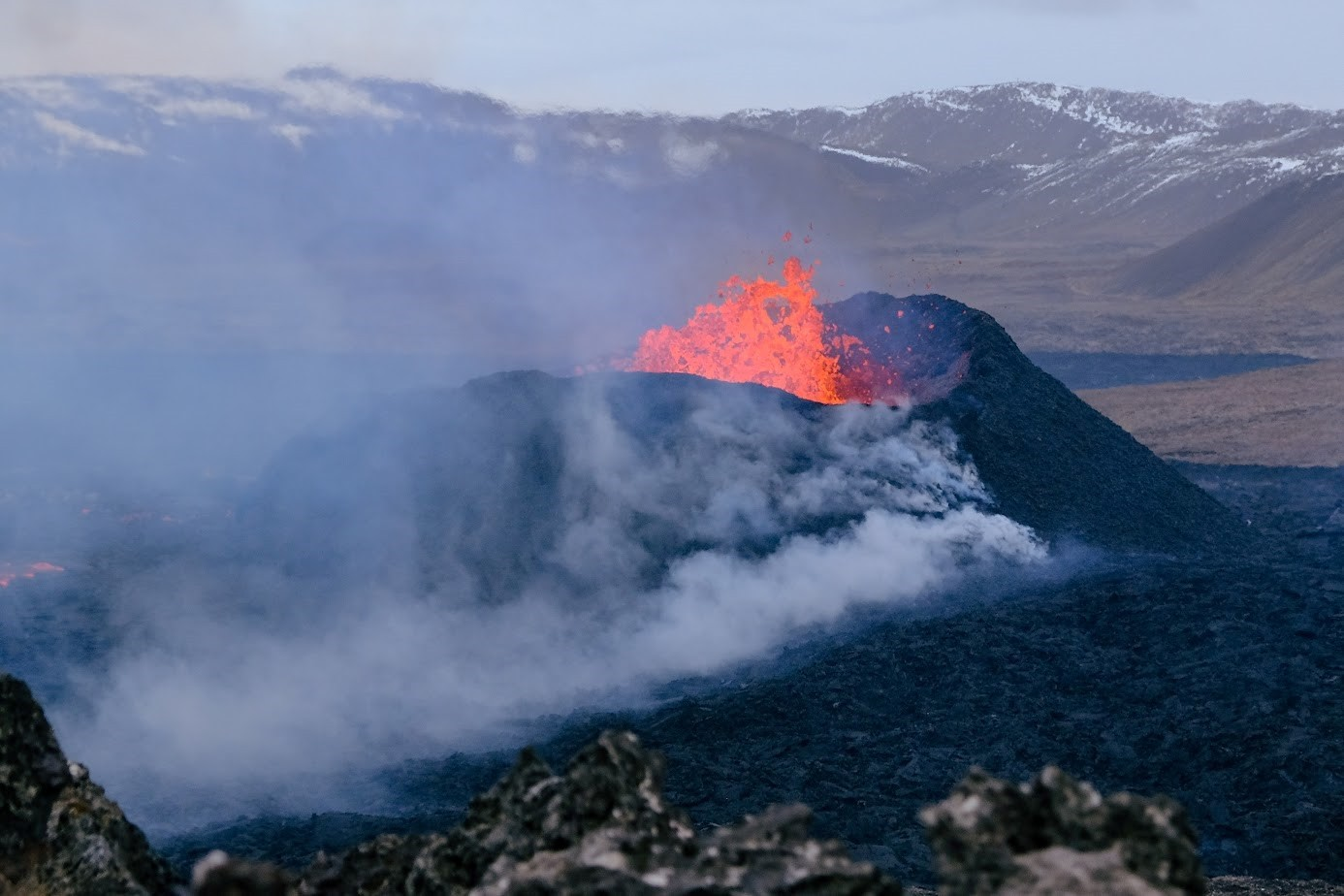
Spečený kužel (23. duben)
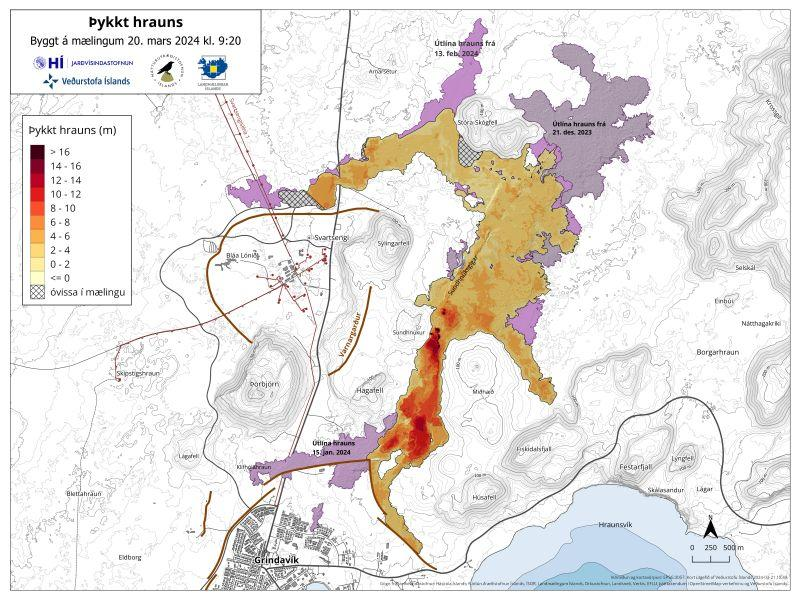
Satelitní snímek s tloušťkou lávového příkrovu (22. březen)

- 5. erupce (29. květen – 22. červen 2024): 29. května se ve 12:45 místního otevřela u staré řady kráterů Sundhnúksgígar zhruba 1 km dlouhá erupční trhlina.[32] Do hodiny a půl se prodloužila na 3,4 km. Stěna z lávových fontán chrlila roztavenou horninu do výšky 60–70 m a oblak sopečných plynů vystoupal do výšky 3,5 km. Úřady opět nařídily evakuaci městečka Grindavík a lázní Blue Lagoon. Erupci předcházelo 400 otřesů, způsobenými hromaděním magmatu v magmatickém krbu, kde se naakumulovalo asi 20 milionů m³. Trhlina v průběhu prvních čtyř hodin chrlila každou sekundu 1500–2000 m³ lávy.[29] Dva dny po začátku erupce byly emise sopečných plynů atlantickým prouděním zaváty směrem k Velké Británii. Koncentrace oxidu siřičitého (SO2) ve skotském Edinburghu převýšila 2322x běžnou úroveň, což je nejvyšší tamější hodnota za zhruba 50 let. Místní úřady uklidnily obyvatelstvo, že zvýšená koncentrace tohoto plynu není nebezpečná. Trhlina se postupně zredukovala na několik aktivních spečených kuželů. Po pár dnech od erupce zůstaly aktivní jen tři a asi o týden později už jen jeden. Láva tekoucí směrem k rybářskému městečku Grindavík byla úspěšně odkloněna ochrannými zemními valy. Přesto zalila dvě ze tří silnic. Konec erupce nastal 22. června.[6] Celkem trvala 24 dní, vyvrhla 45 milionů m³ lávy, která pokryla plochu 9,3 km².[29][33][15] Erupce byla oproti všem ostatním (včetně těch u Fagradalsfjall) rozdílná v tom, že nebyla čistě výlevného charakteru, ale přechodně se u ní objevila (explozivní) freatomagmatická fáze.[34][35][36] Při rozšiřování délky trhliny směrem ke Grindavíku narazila roztavená hornina na podzemní vodu. Prudká reakce a nárůst tlaku vedlo k fragmentaci magmatu, četným explozím a produkci oblak sopečného popela.()

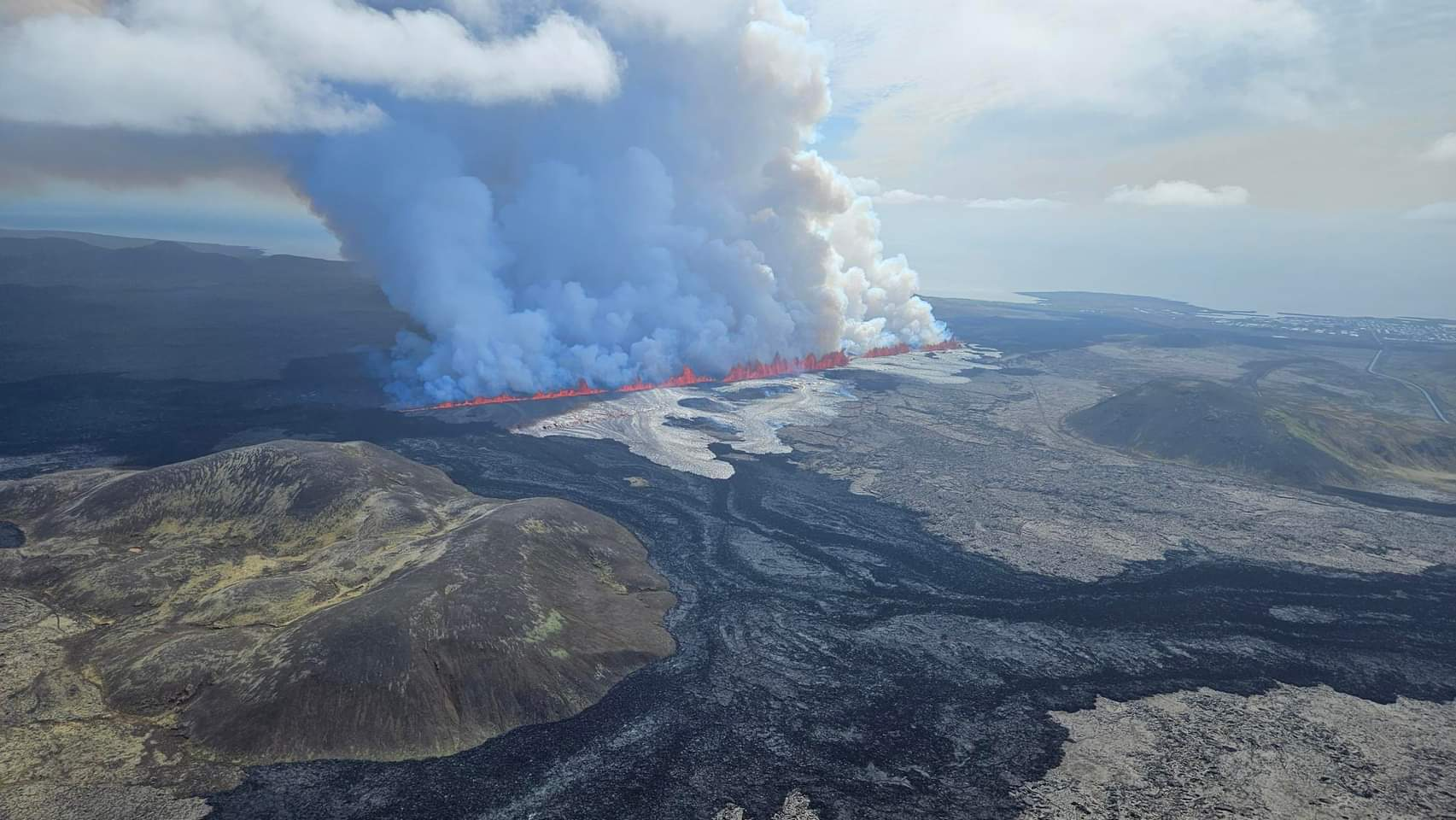
Začátek erupce (29. květen)
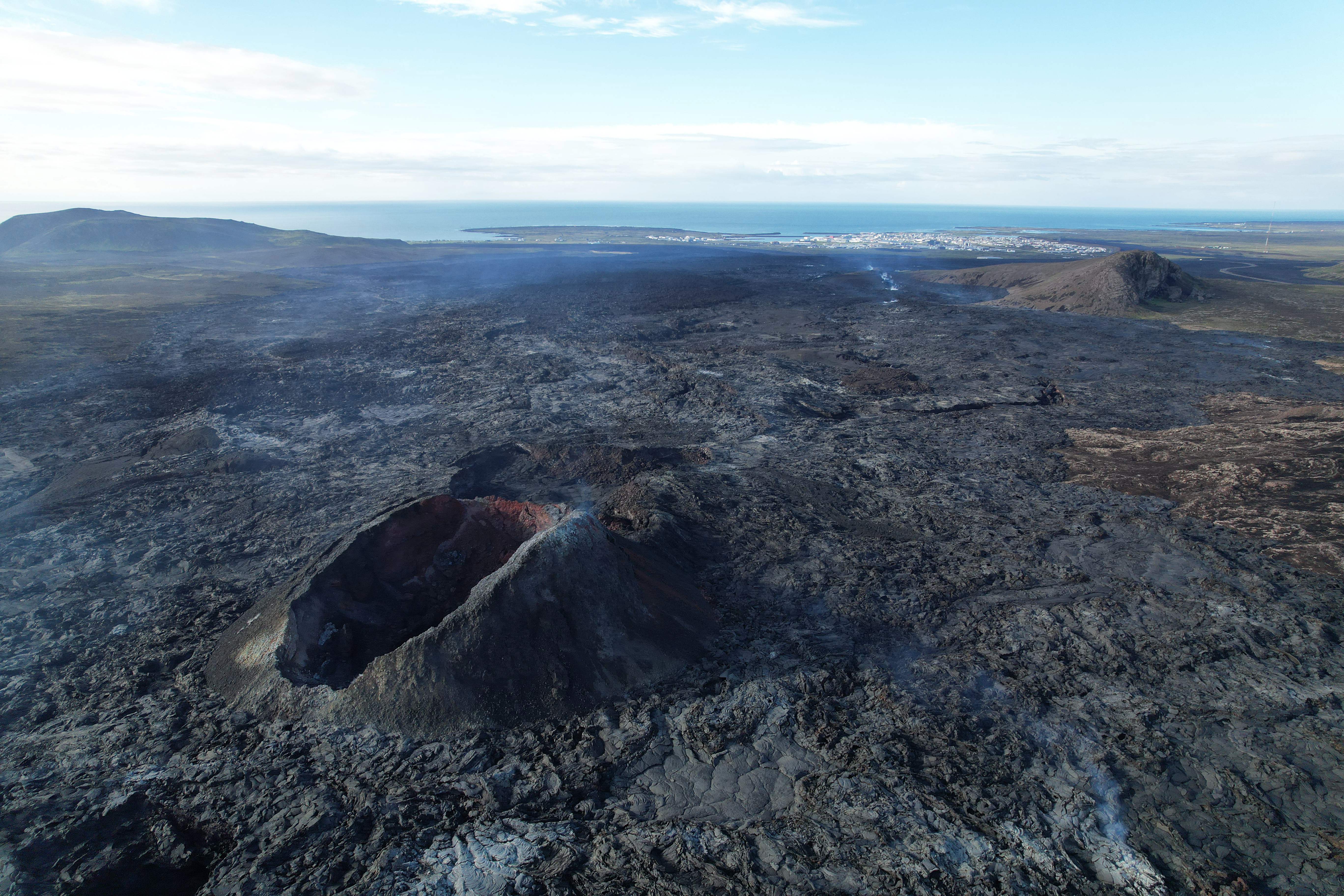
Ztuhlé lávové pole a spečený kužel s Grindavíkem v pozadí, 46 dní po konci erupce (6. srpen)

- 6. erupce (22. srpen – 6. září 2024): nejmohutnější erupce vulkanického systému Svartsengi započala 22. srpna přibližně ve 21:25 místního času.[37] Po hodině se délka trhliny ustálila na 4 km. Erupce dopravovala na povrch 2000 m³ lávy za sekundu, díky čemuž mohly dobře živené Lávové proudy urazit vzdálenost 1 km každých 10 minut.[38] Zhruba pět hodin po začátku erupce se severně od již aktivní trhliny otevřela nová trhlina o délce 1 km. Geotermální lázně Blue Lagoon byly opět evakuovány, což zahrnovalo 1300 hostů a zaměstnanců. Evakuace se dotkla i rybářského městečka Grindavík, kde rezidenti museli opustit dvacet domů. Letiště Keflavík pokračovalo v normálním provozu, přestože silnice č. 41, vedoucí do hlavního města Reykjavík, musela být dočasně uzavřena. Oblast erupce byla opětovně prohlášena za nebezpečnou zónu a všechny přístupové cesty do této oblasti byly uzavřeny a hlídány. Emise sopečných plynů díky příznivým povětrnostním podmínkám směřovaly na volné moře a postupně je proudění odvanulo nad Skotsko a Španělsko. Několik dní po začátku erupce klesla vydatnost chrlení na 100 m³/s. Do 3. září zůstaly aktivní pouze dva spečené kužele. O tři dny později Islandský meteorologický úřad (IMO) prohlásil erupci za ukončenou.[39] Celkem bylo vyvrženo 61 milionů m³ lávy a zalito 15,8 km² krajiny, což je nejvíc ze všech dosavadních erupcí Svartsengi.[40][41][15]

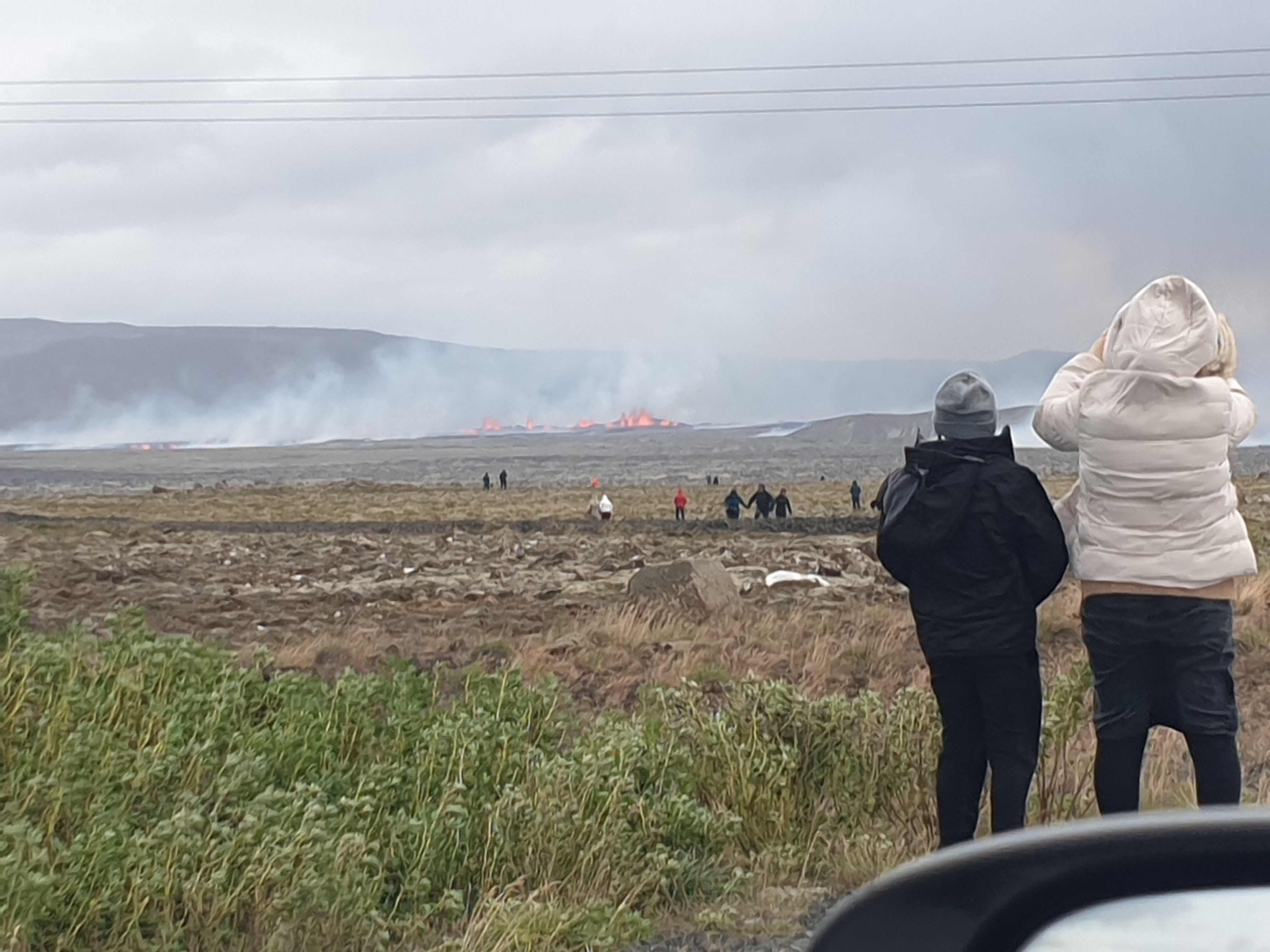
Turisté, sledující z dálky erupci (23. srpen)
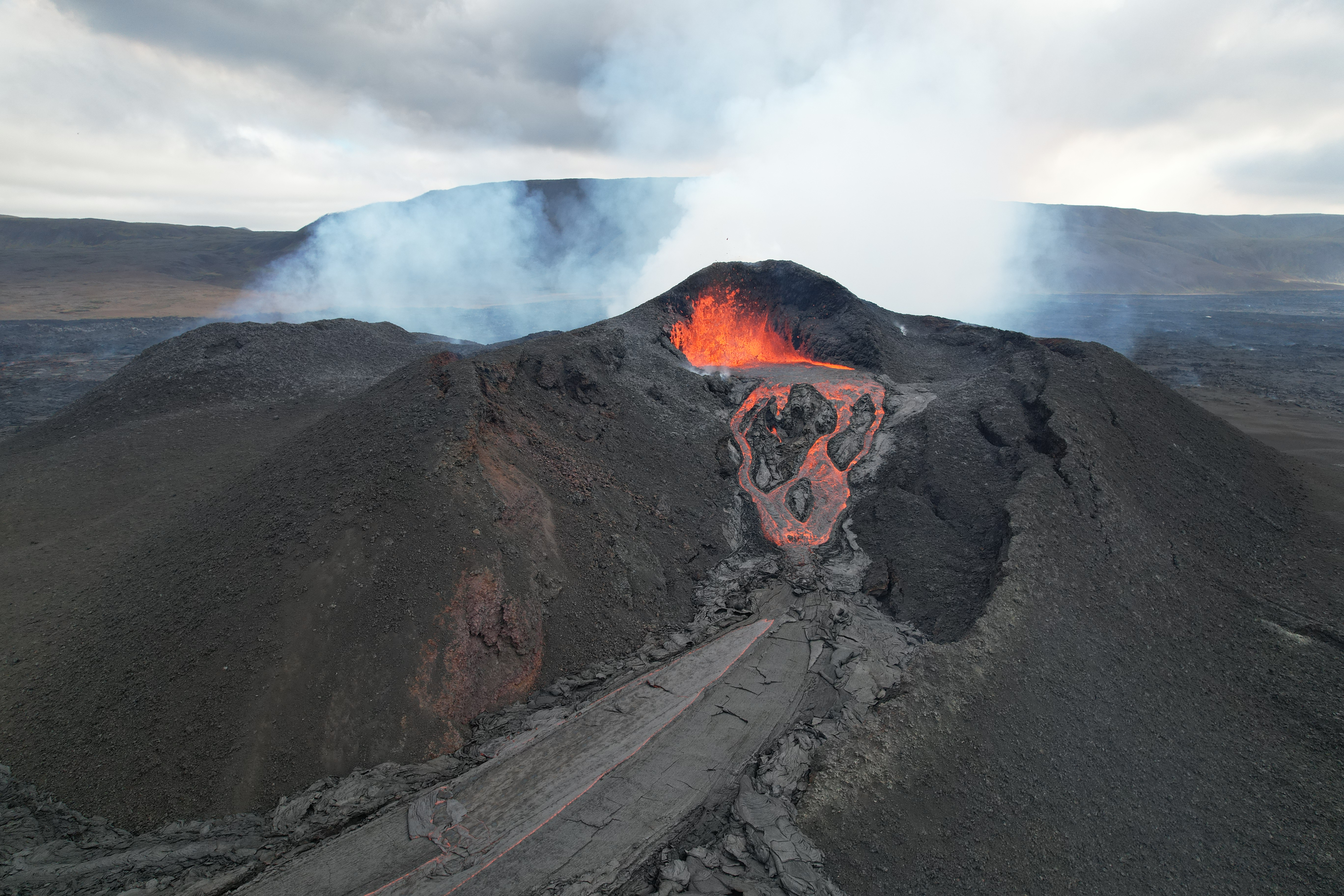
Aktivní spečený kužel (3. září)

- 7. erupce (20. listopad – 8. prosinec 2024): 20. listopadu v 23:14 místního času se v řadě starých kráterů Sundhnúkar, podobně jako u všech šesti předchozích erupcí, otevřela erupční trhliny o délce 3 km.[42] Počáteční průtok dosahoval 1300 m³/s.[43] Po 11 hodinách proud lávy obtekl geotermální elektrárnu Svartsengi a geotermální lázně Blue Lagoon podél ochranného zemního valu. Aby se za běžného provozu zajistil přístup do lázní, musela být v bariéře nakupené zeminy ponechána mezera. Tu však museli operátoři bagrů a další stavebních strojů rychle zacelit, aby se láva přes ní nedostala do areálu. Následně proud lávy zalil přilehlé parkoviště pro 350 stání a zničil zavazadlovou budovu, které zemní bariérou chráněny nebyly.[44][45] Po necelých 24 hodinách zůstaly aktivní pouze tři spečené kužele. Proudy lávy se přiblížily ke dvojici vysílacích stožárů. Na místo se vydaly hasičské útvary, které na lávový proud stříkaly vodu, aby omezily jeho mobilitu.[46]

- 8. erupce (1. duben 2025): dne 1. dubna v 11:43 SELČ se severovýchodně od Grindavíku otevřela erupční trhlina o délce 2400 m. Stalo se v místě řady starých kráterů Sundhnúkar, kde proběhly i minulé erupce. Během několik dní aktivita klesla a zredukovala se na aktivní spečený kužel.   Postupným rozšiřováním své délky přetnula ochranný zemní val, chránící rybářské městečko.[47][48]

- 9. erupce (16. duben – 5. srpen 2025): 16. července v 5:54 SELČ se severovýchodně od Grindavíku otevřela erupční trhlina o délce 2400 m. Stalo se v místě řady starých kráterů Sundhnúkar, kde proběhly i minulé erupce. Během několik dní aktivita klesla a zredukovala se na aktivní spečený kužel. Zcela ustala 5. srpna, po dvaceti dnech.[49][50][51]

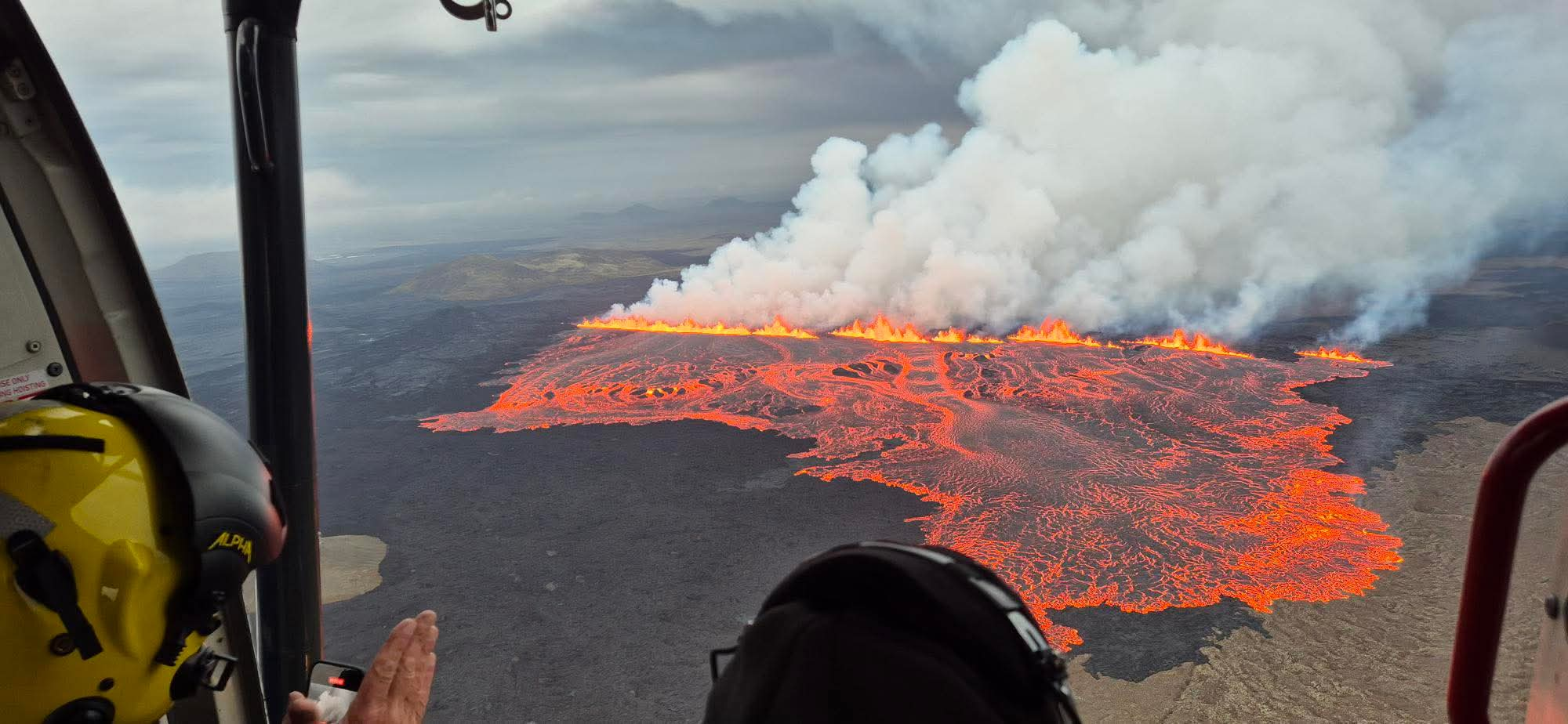
Začátek erupce 16. července.

## Galerie
- Mapa Reykjaneského poloostrova s jednotlivými vulkanickými systémy:
1. Reykjanes
2. Svartsengi
3. Fagradalsfjall
4. Krísuvík
5 Brennisteinsfjöll
6. Hengill

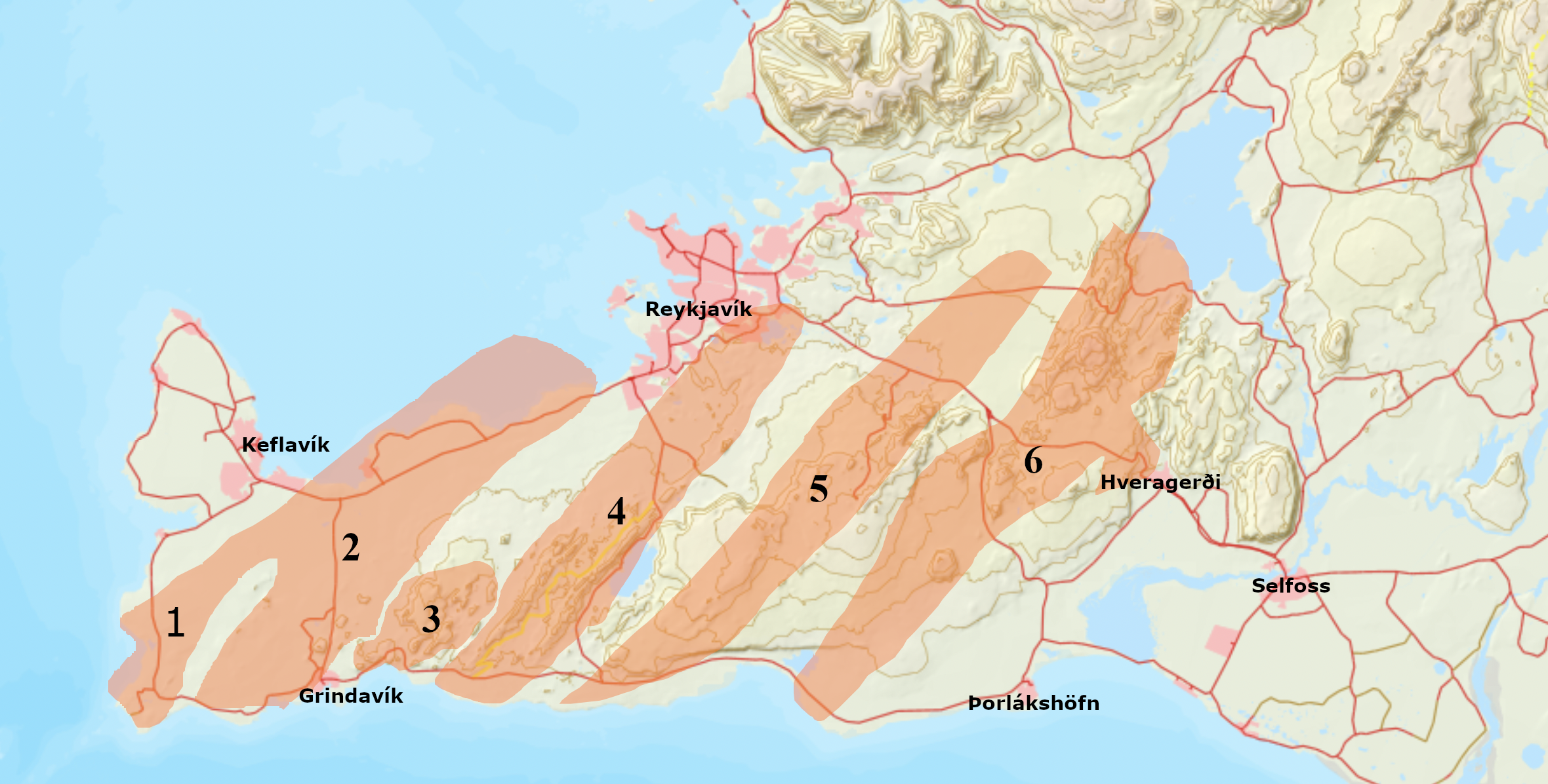
Mapa Reykjaneského poloostrova s jednotlivými vulkanickými systémy: 1. Reykjanes 2. Svartsengi 3. Fagradalsfjall 4. Krísuvík 5 Brennisteinsfjöll 6. Hengill
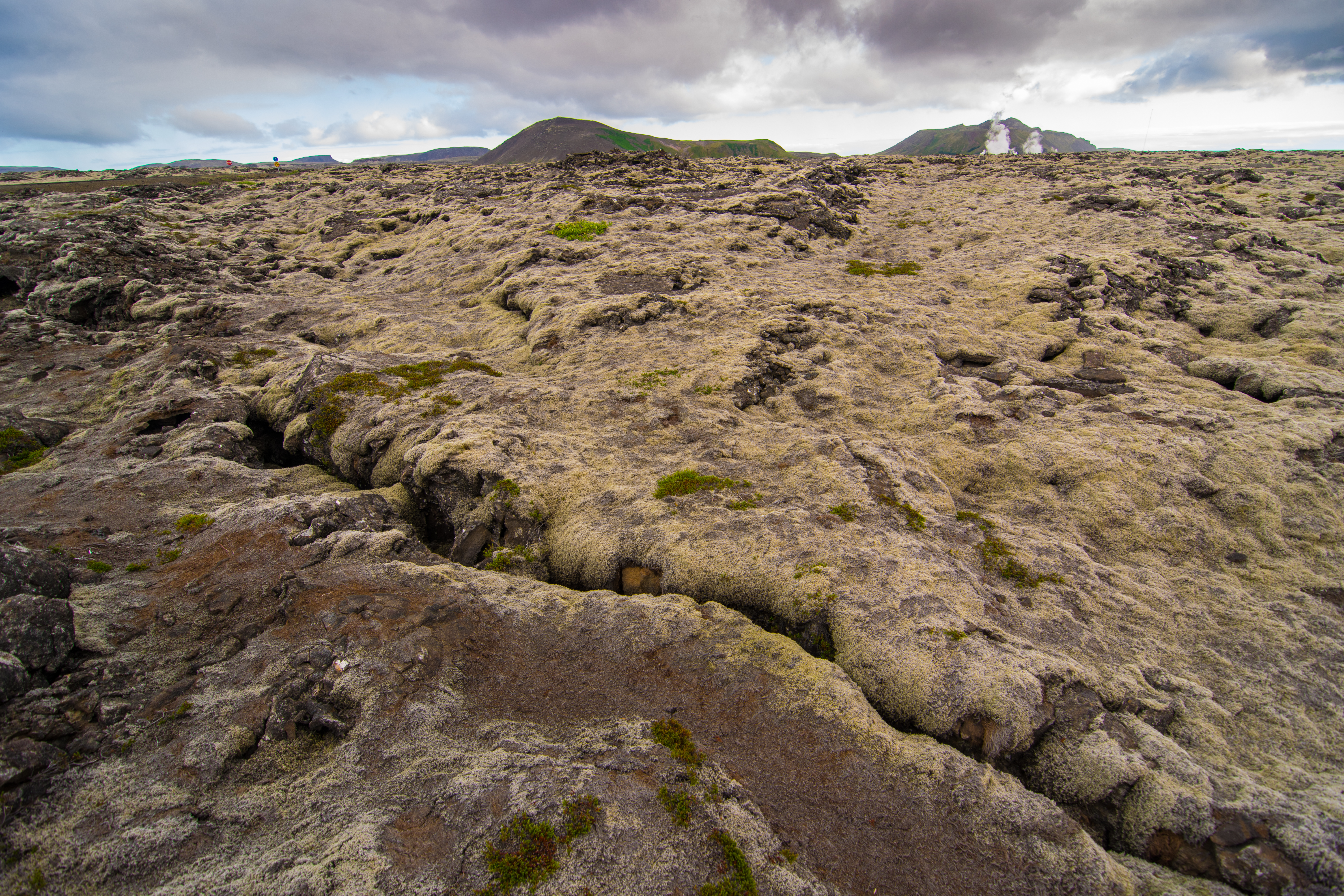
Staré lávové pole jižně od městě Vogar
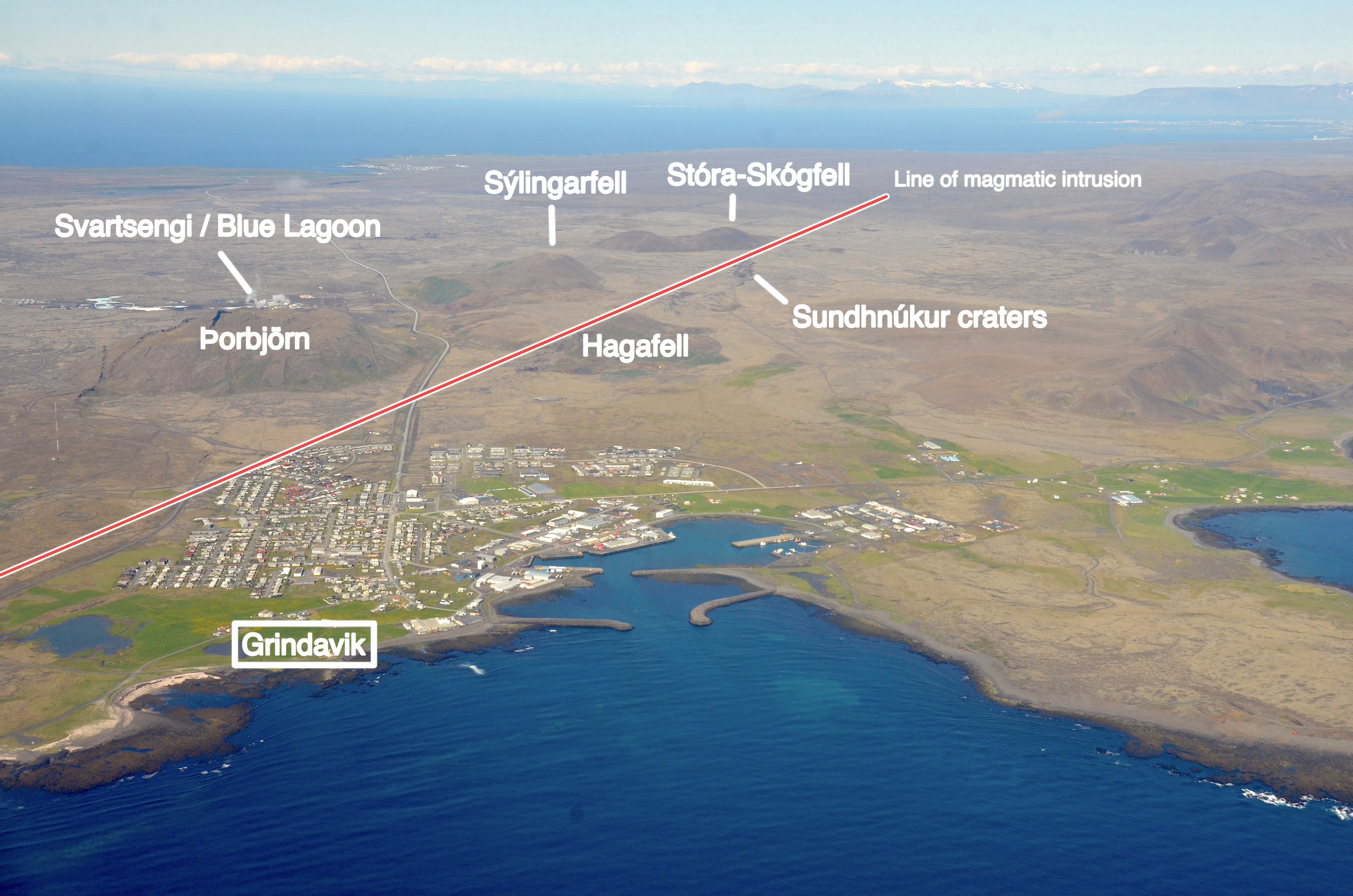
Pohled z jihu na město Grindavík, elektrárnu Svartsengi, lázně Blue Lagoon, horu Þorbjörn a Sundhnúkar (místo erupce v prosinci 2023). K erupci v lednu 2024 došlo jižně od Hagafellu.
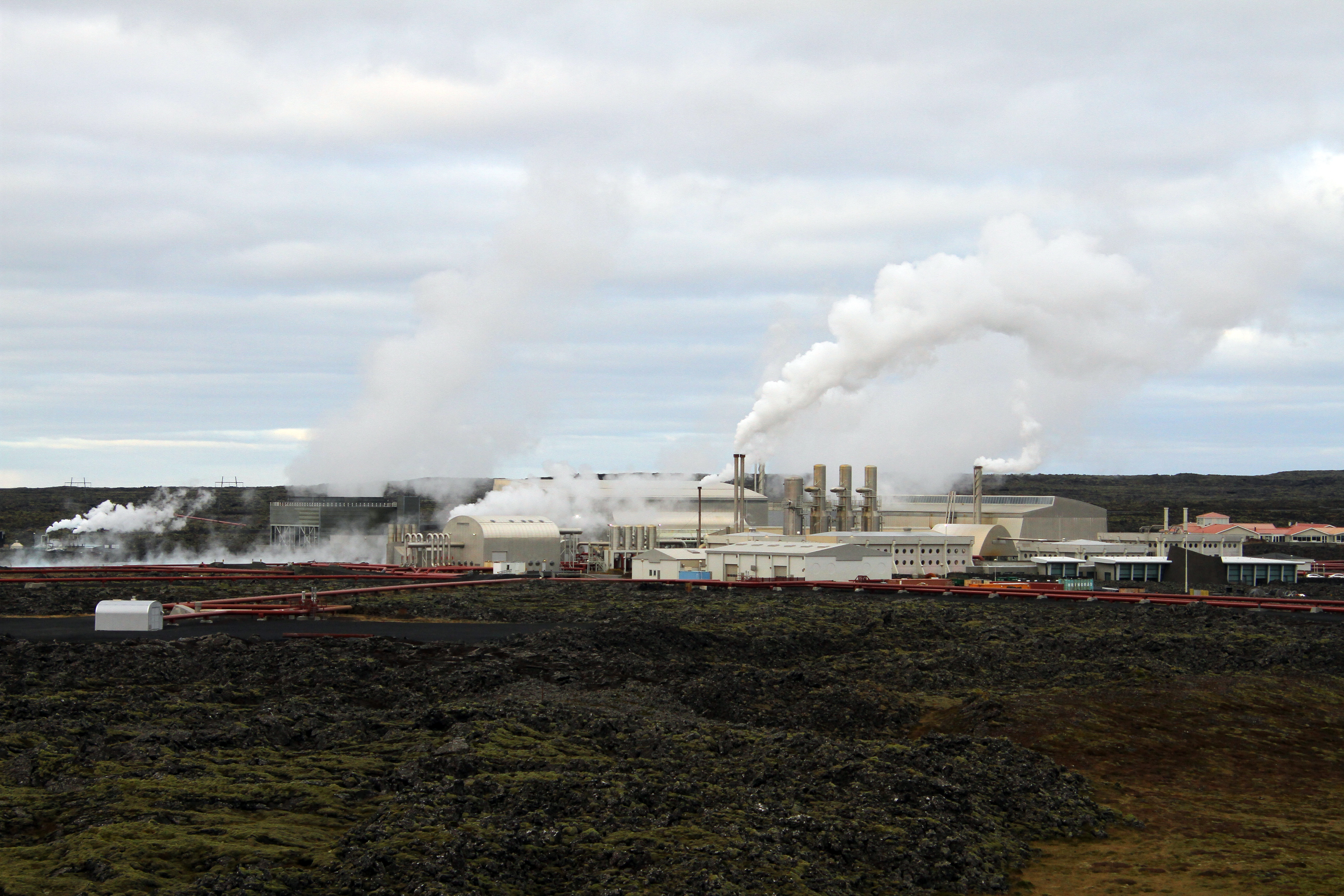
Geotermální elektrárna Svartsengi.
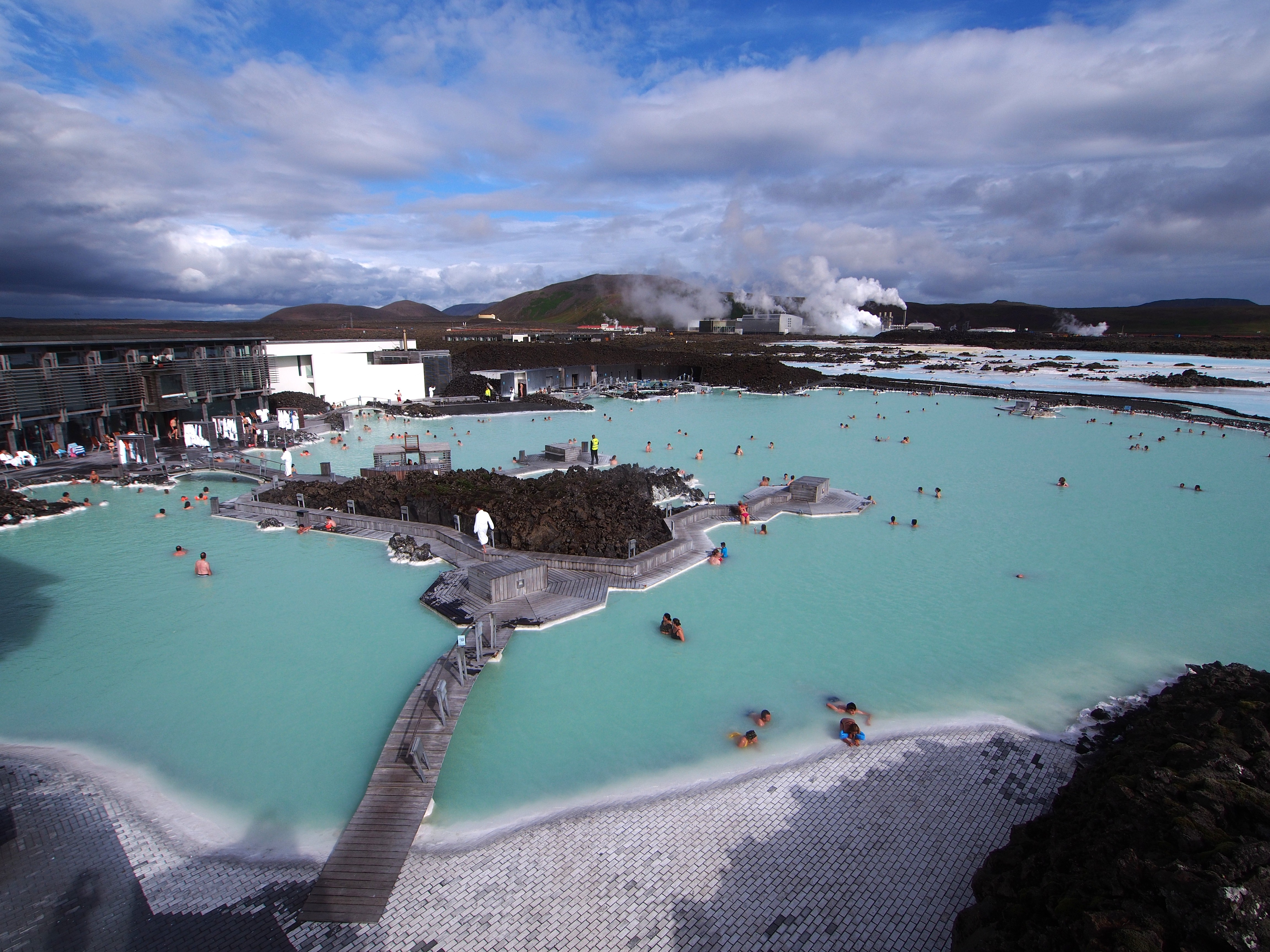
Geotermální lázně Blue Lagoon.